# Tibiosioma flavolineata
Tibiosioma flavolineata là một loài bọ cánh cứng trong họ Cerambycidae.